# Условие Маршалла — Лернера
Условие Маршалла — Лернера (англ. Marshall — Lerner condition) в международной экономике — неравенство, отвечающее на вопрос о том, при каком соотношении между экспортом и импортом реальная девальвация ведёт к улучшению торгового баланса (росту счёта текущих операций). Получило название по именам экономистов Альфреда Маршалла и Аббы Лернера.
В соответствии с условием Маршалла — Лернера снижение стоимости национальной валюты (девальвация) приводит к улучшению торгового баланса, если сумма абсолютных эластичностей национального спроса на импорт и иностранного спроса на национальный экспорт больше единицы: {\displaystyle e_{x}+e_{i}>1}, где {\displaystyle e_{x}} — эластичность спроса по экспорту, а {\displaystyle e_{i}} — эластичность спроса по импорту.
Допустим, эластичность спроса по экспорту равна 1. Это происходит тогда, когда спрос на экспортные товары и услуги растёт тем же темпом, что и падает цена, выраженная в иностранной валюте. В этом случае девальвация (снижение стоимости национальной валюты) не влияет на объём экспортной выручки в иностранной валюте. Допустим, что спрос на импорт является эластичным, то есть его объём зависит от цены, выраженной в национальной валюте. В этом случае девальвация (снижение стоимости национальной валюты) снижает объём импорта и, следовательно, чистый экспорт возрастает. Чистый экспорт возрастёт также в том случае, если эластичность импорта составляет единицу, а экспорт также имеет какую-либо эластичность, или если каждая из эластичностей превышает ½.